# 유흥식
유흥식(兪興植, 1951년 11월 17일 - )은 대한민국의 가톨릭 성직자이다. 세례명은 라자로이다. 현재 성직자부장관으로 재임중이다. 본관은 기계(杞溪)이다.

## 약력
유흥식은 1951년 11월 17일 충청남도 논산군에서 2남 1녀 중 막내로 태어났다. 6.25 전쟁으로 아버지를 잃고 논산 대건중고등학교를 졸업한 그는 고등학교 1학년인 16세 때 가톨릭교회의 세례를 받아 신자가 되었다. 고등학교 2학년 때 오스트리아 부인회 장학금을 받게 되면서 “이 귀한 돈을 멀리 있는 분들이 보내주셨는데 내가 보답할 길은 다시 성당에 나가는 것”이라고 생각해 그때부터 성당에 열심히 다녔다고 한다.
이후 유흥식은 신학교에 들어가 신학생이 되기로 결심을 굳혔지만, 신앙을 받아들이지 않았던 집안의 반대를 고려해 집에는 일반대학교(연세대) 에 시험본다고 하고 신학교 입학시험을 치렀다. 그러다 나중에 이 일이 밝혀지면서 어머니 임동찬 모니카 여사께서 3일 동안 식음을 전폐하고 눈물을 흘리는 등 집안의 극심한 반대에 부닥치기도 했다.
1979년 12월 8일 로마에서 사제품을 받았으며, 1983년 교황청립 라테란대학교에서 교의신학 박사학위를 받았다. 귀국 후 주교좌 대흥동본당 수석 보좌신부, 솔뫼성지 피정의 집 관장, 대전가톨릭교육회관 관장, 대전교구 사목국장, 대전가톨릭대학교 교수 등을 거쳐 1998년 12월 대전가톨릭대학교 총장으로 임명됐다.
2003년 6월 24일 교황 요한 바오로 2세에 의해 천주교 대전교구 부교구장 주교로 임명되었으며, 그해 8월 19일 주교로 서품되었다. 교구장 경갑룡주교의 사임에 따라 2005년 4월 1일 교구장직을 승계 받아 4월 6일 대전교구 교구장 주교로 착좌하였다.
유흥식은 한국천주교주교회의 사회복지 위원장과 교황청 사회복지평의회 위원을 역입한 2005년부터 2012년까지 4차례에 걸쳐 북한을 방문해 "씨감자 무균 종자 배양 시설"축복식, 민족경제협력위원회와 개발 협력사업 추진 방안 협의 및 의향서 교환, "평화 봉사소"축복식, 국제카리타스 대북 협력사업 추진을 위한 책임자회의 참석 등의 활동을 했다.
2005년 9월 13일 대전, 충남 종교평화회의 초대의장으로 선출 됐다.
2008년부터 현재(2018년)까지 교구설정 60주년을 맞아 어려운 이웃을 위해 한끼에 기도와 함께 100원 모아 기부하는 "한끼100원나눔운동"을 펼치고 있다.
2009년 10월부터 현재(2018년)까지 차량을 운행하는 운전자들이 1km에 1원씩 모아 아프리카, 필리핀 등 오지에서 어렵게 선교 활동을 하는 선교사에게 차량을 지원해주는 한국미바회 총재직 맡고있다.
2014년 8월 프란치스코 교황님께서 참석하신 제6회 아시아 청년대회를 주최했으며, 그 덕분에 프란치스코 교황님께서 방한하셨다. 2016년 10월 한국천주교주교회의 시복시성주교특별위원회 위원장에 임명되어, 신앙을 지키기 위해 순교의 길을 택한 많은 순교자들의 시복과 시성을 추진하고 있다.
2021년 6월 11일, 프란치스코 교황이 유 주교를 교황청 성직자부장관으로 지명하였고, 이와 동시에 대주교가 되었다. 2021년 8월부터 성직자부장관으로 재임하게 된다. 또한, 교황청의 각 부처 장관 주교들은  부제급 추기경으로 수여하는 전통에 따라, 2022년 8월 부제급추기경으로 서임되었다.

## 문장
유흥식 라자로 주교의 사목표어는 요한복음 8장 12절에 나오는 “나는 세상의 빛이다(Lux Mundi)”이다.
유흥식 주교의 문장은 구원의 빛인 십자가를 중심으로, 보라색 바탕의 십자가는 순교의 터전인 대전교구 신앙선조들의 믿음을 의미하고, 십자가 아래 흰 선으로 묘사된 빛줄기는 어두운 이 세상에 빛을 밝혀야 하는 주교직과 그리스도인의 사명을 뜻한다. 그리고 그 한 가운데 소문자 'm'은 성모 마리아께 주교직을 맡겨드리며, 그분의 모범을 따라 작은 마리아로 살고자 하는 소망을 담고 있다.